# (759) Vinifera
(759) Vinifera es un asteroide perteneciente al cinturón de asteroides descubierto el 26 de agosto de 1913 por Franz Heinrich Kaiser desde el observatorio de Heidelberg-Königstuhl, Alemania.
Está nombrado por las palabras del latín que significan portadora del vino, en referencia a la antigua ocupación de la familia del descubridor.